# Chlorocala africana
Chlorocala africana är en skalbaggsart som beskrevs av Dru Drury 1773. Chlorocala africana ingår i släktet Chlorocala och familjen Cetoniidae.

## Underarter
Arten delas in i följande underarter:
- C. a. subsuturalis
- C. a. pembana
- C. a. opalina
- C. a. soror
- C. a. oertzeni
- C. a. insularis
- C. a. parcius
- C. a. camerunica
- C. a. massaica
- C. a. blanda
- C. a. mutica

## Bildgalleri

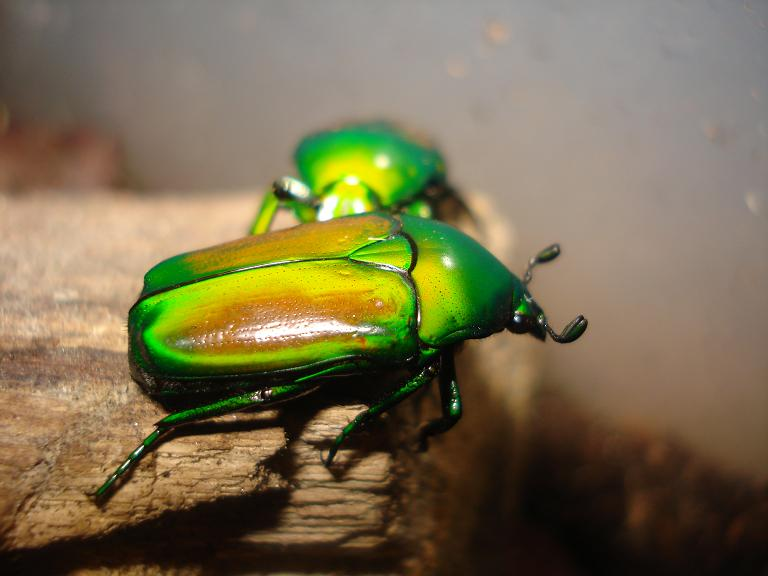
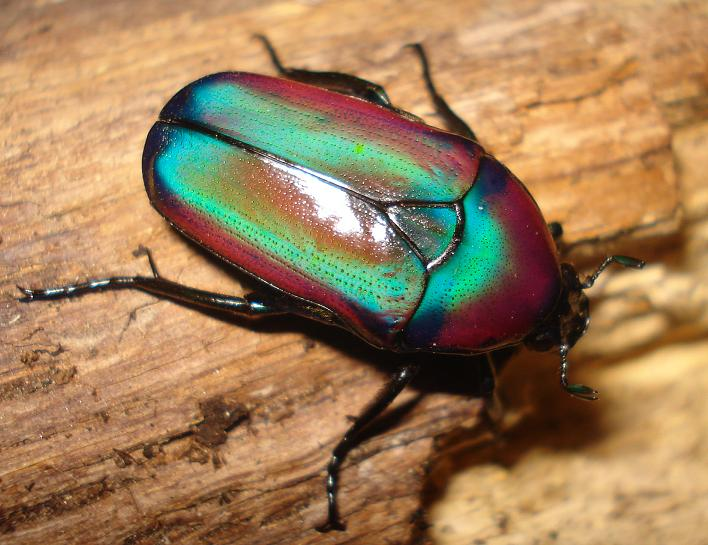
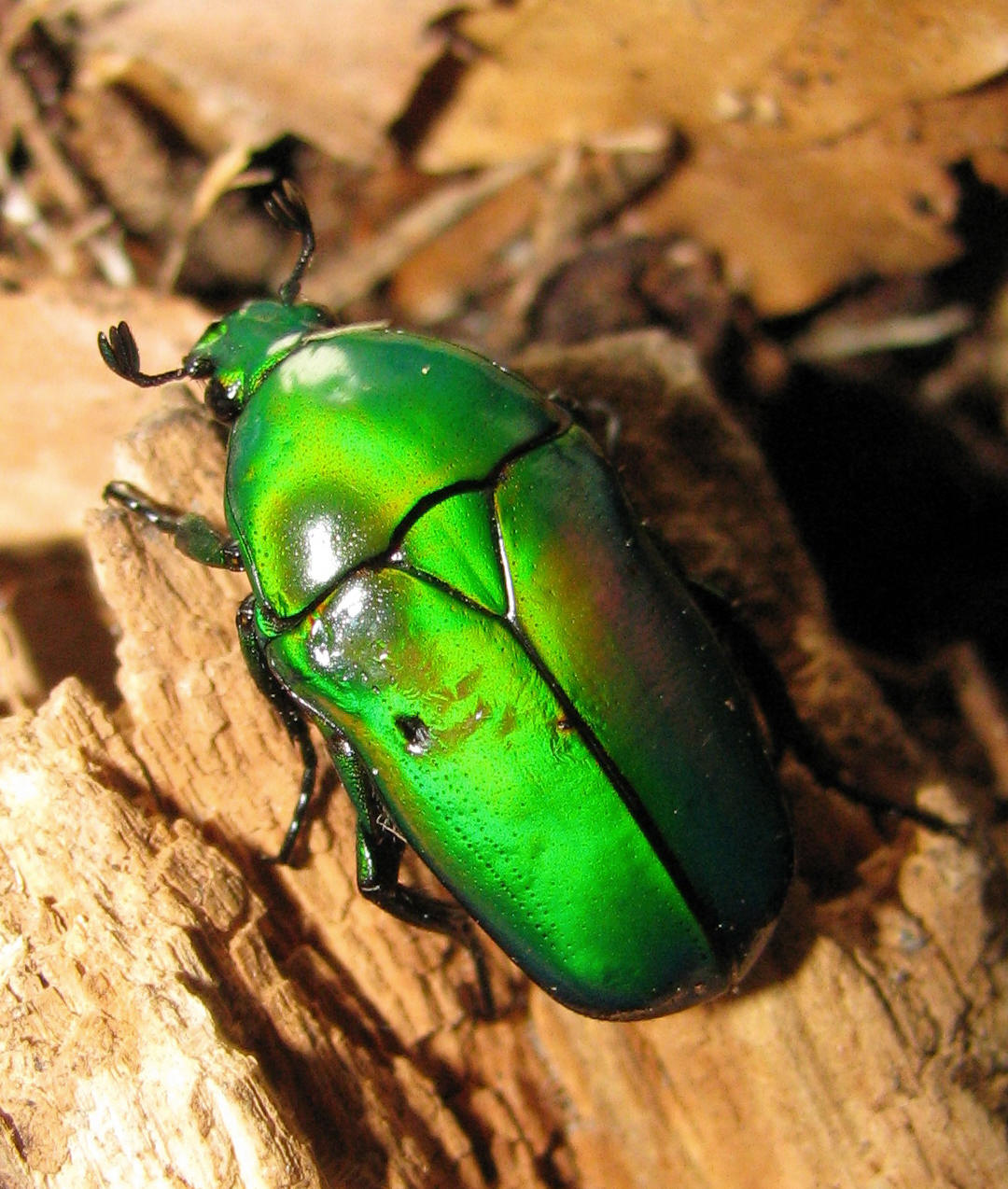
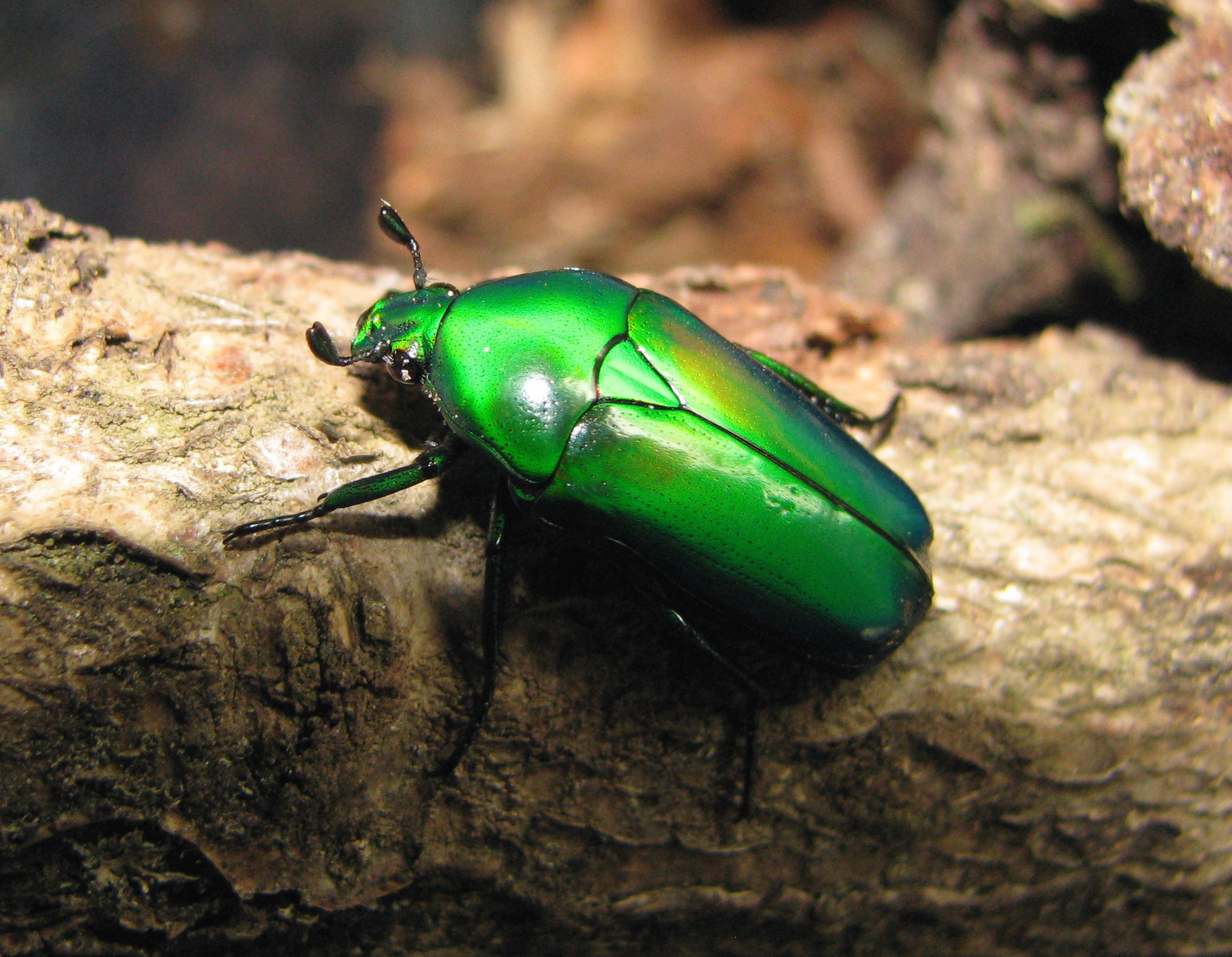
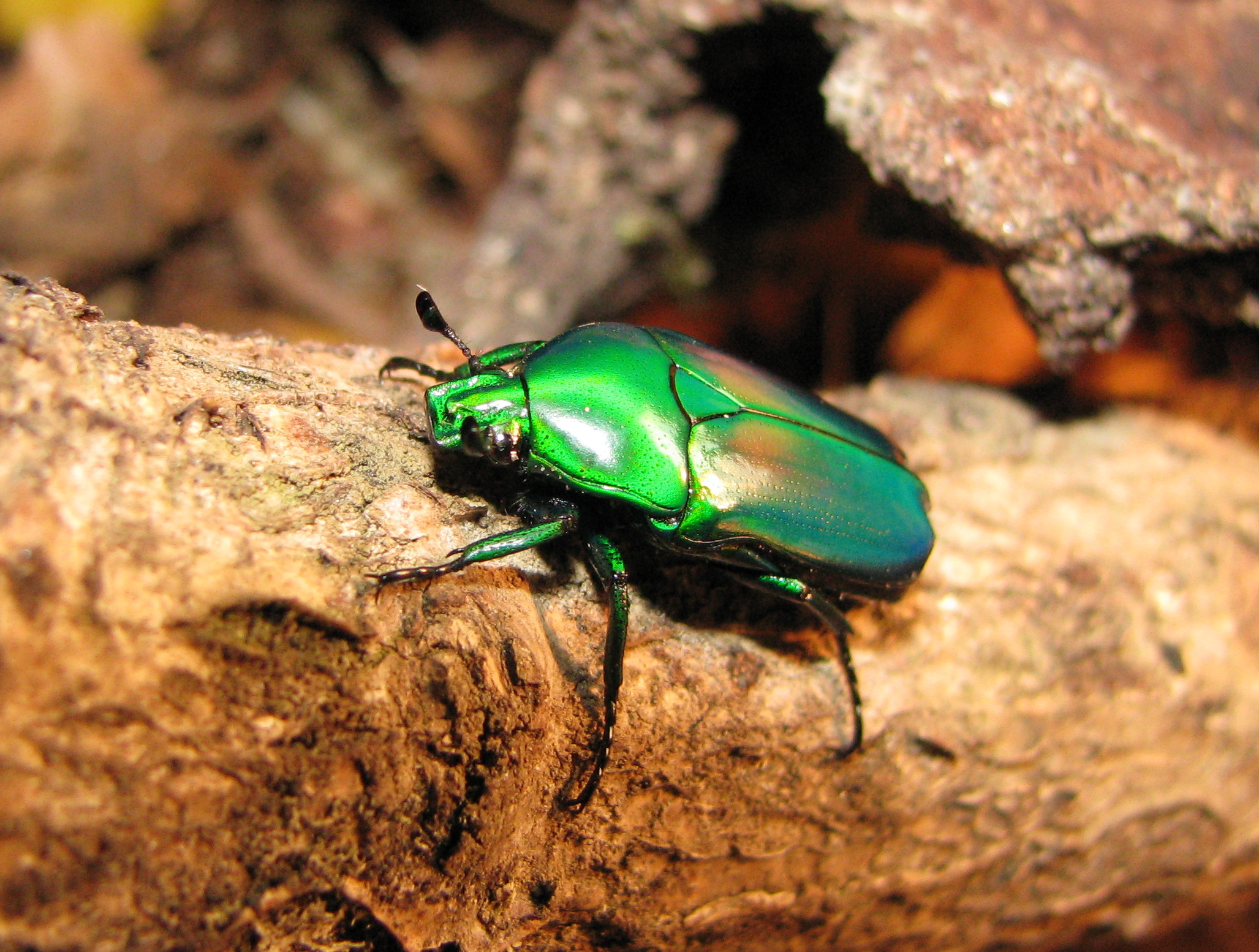
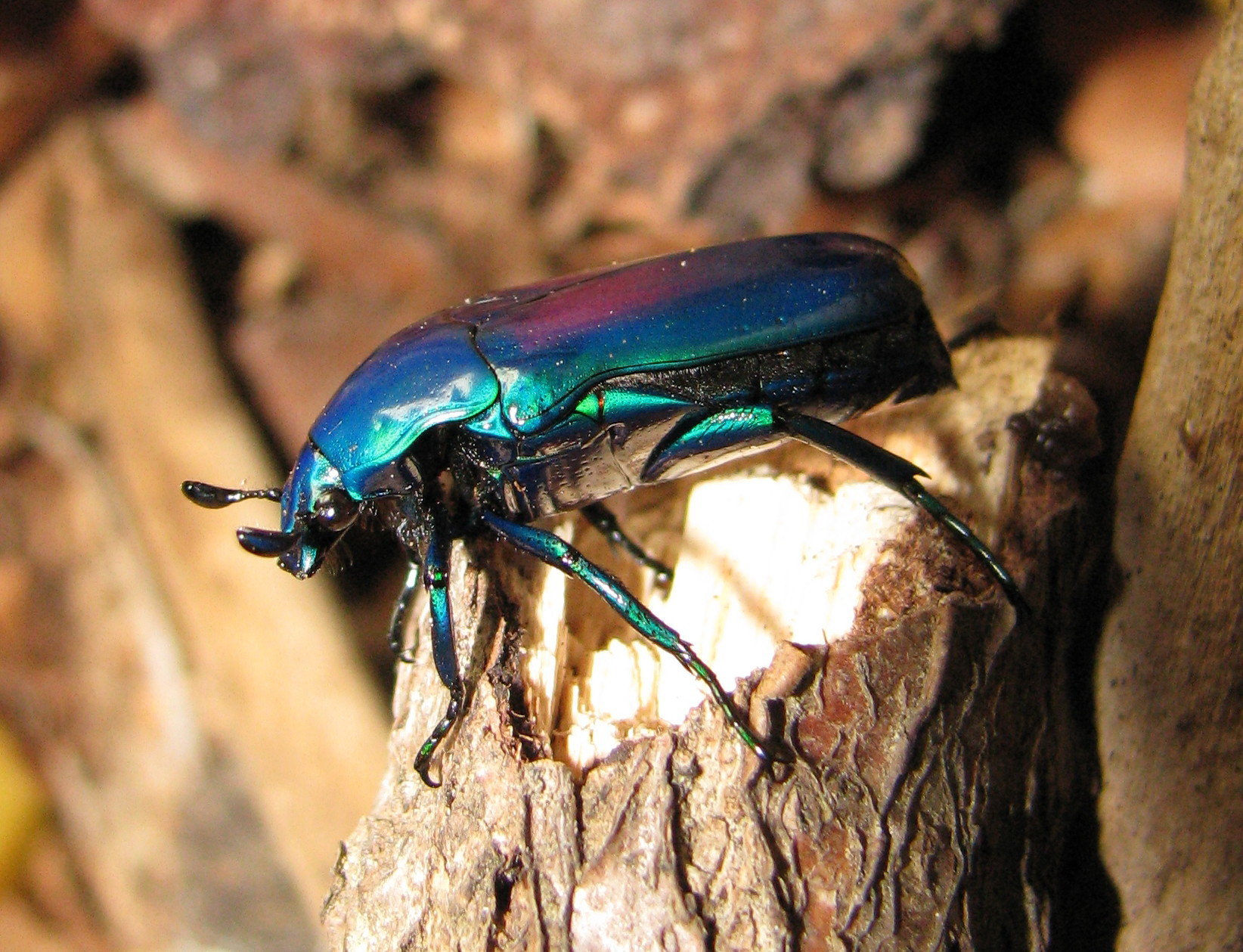